# Skanderbeg
Gjergj Kastrioti Skanderbeg (født 6. maj 1405 i Fyrstendømmet Kastrioti, død 17. januar 1468 Lezhë i Republikken Venedig (nuværende Albanien)) opfattes som Albaniens nationalhelt, fordi han holdt osmannerne stangen til sin død. Efter hans død indgik Albanien i det Osmanniske Rige.
Gjergj Kastrioti far var en albansk fyrste, der blev vasal for den osmanniske sultan Murad 2., da en tyrkisk hær i år 1423 trængte ind i Epeiros. Ghergj - albansk for græsk Georgios, dansk Georg eller Jørgen - blev taget som gidsel sammen med 3 brødre. Han fik sit tyrkiske navn Skanderbeg, som betyder "fyrst Aleksander", og blev opdraget i den islamiske tro. Skanderbeg selv gjorde militær tjeneste for sultanen, trods mordet på hans brødre, men da ungarerne trængte frem i år 1443, flygtede han sammen med omkring 300 albanere. Han konverterede til kristendommen, samlede en hær, som trængte tyrkerne tilbage, og ved en fred i år 1461 stod han som Albaniens herre. Han samlede Albanien til en national enhed og gjorde det til en kristen stat.

## Navn
Skanderbegs navn var Gjergj Kastrioti, eller som i nogle dansk tekster Georg Kastriota. Kastrioti stammer fra latin: castrum via græsk: κάστρο (kástro). Ifølge den albanske historiker Fan Noli er Kastrioti afledt af stednavnet Kastriot i det nordøstlige Albanien.
Skanderbeg eller Iskenderbeg (dansk: ~ fyrst Alexander) var hans osmanniske titel. Skanderbeg (eller Skenderbeu) er en sammensætning af det græske Alexander (albansk: ~ Skender) samt det tyrkisk: bey.

## Kruja
Skanderbegs hovedsæde var familieborgen i Kruja, hvor der i dag er et Skanderbeg-museum.

## Vasal af kongen af Napoli
Skanderbeg blev vasal af kongen af Napoli (først Alfons 5. af Aragonien, senere hans søn Ferdinand 1. af Neapel), fik støtte fra ham i Albanien og hjalp til gengæld ham i det sydlige Italien.

## Pavens planer for et korstog med indmarch i Albanien
Skanderbeg fik pave Pius 2.s støtte til et korstog mod sultanen. Men da paven døde, blev korstoget opgivet.

## Marin Barletis biografi
Skanderbeg er biograferet omkring år 1500 af Marin Barleti (latin: Marinus Barletius), en munk der formentlig stammede fra en albansk familie.
Barletis biografi har dannet grundlag for adskillige biografiske beretninger, bl.a. Ludvig Holbergs fra 1739, men formentlig også for en tysk beretning der blev oversat til dansk i 1709. Denne udgave findes på Det Kongelige Bibliotek.
Barletis beretning er analyseret af den klassiske filolog Minna Skafte Jensen.

## Galleri
- Ældst kendte billede af Skanderbeg (1477).
- Skanderbeg statue i Tirana.
- Skanderbegs buste på Skanderbeg-museet.
- Fæstningen i Kruja med Skanderbeg-museet til højre.
- Skanderbeg-museum i Krujë.
- Skanderbegs mausoleum i Lezhë.